# 엘라가발루스 (신)

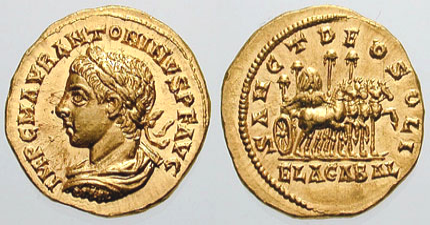
로마 황제 엘라가발루스의 아우레우스(고대 로마의 금화): 왼쪽의 앞면에는 로마 황제 엘라가발루스가 새겨져 있으며 오른쪽의 뒷면에는 "신성한 태양신 엘라가발에게 바치는"이라는 뜻의 "상크트 데오 솔리 엘라가발(Sanct Deo Soli Elagabal)"이라는 문자와 에메사의 엘라가발루스 신전의 신성한 돌을 황금으로 만든 콰드리가(4두2륜 전차)에 실어 나르는 모습이 새겨져 있다.

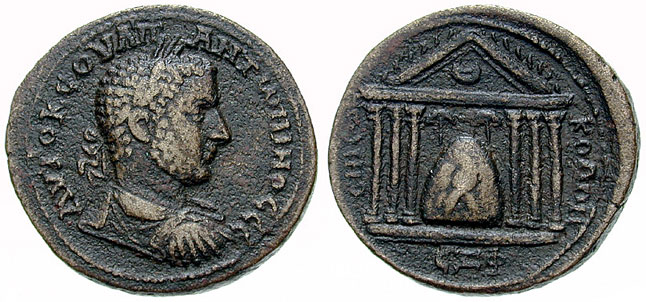
로마 제국의 찬탈자 우라니우스(Uranius)의 청동 동전: 왼쪽의 앞면에는 우라니우스가 새겨져 있으며 오른쪽의 뒷면에는 에메사의 엘레가발루스의 신전 안에 엘레가발루스의 현현이라고 여긴 신성한 돌이 모셔져 있는 모습이 새겨져 있다.

엘라가발루스(Elagabalus), 헬리오가발루스(Heliogabalus), 엘라가발(Elagabal) 또는 엘가발(El-Gabal)은 시리아와 고대 로마의 태양신들 중 하나이다.
엘라가발루스는 처음에 시리아의 에메사(지금의 홈스)에서 숭배된 신이었다. 엘라가발루스(Elagabalus)라는 이름은 시리아어 일라 하그-가발(Ilāh hag-Gabal)이 라틴어화된 것이다. 이 낱말은 신을 뜻하는 일라(Ilāh)와 산을 뜻하는 가발(gabal)이 합쳐서 이루어진 것으로, 시리아어 가발(gabal)은 히브리어 거불(גבל gəbul)과 아랍어 자발(جبل jabal[*])에 해당한다. 따라서, "엘라가발루스(Elagabalus)"는 "산의 신" 또는 "산에 거주하는 신"을 뜻하는데 에메사에 현현해 있는 신을 가리키는 이름이 되었다.
엘라가발루스의 컬트 종교는 2세기에 로마 제국의 다른 지역으로 퍼졌다. 예를 들어, 로마 시와는 아주 멀리 떨어진 오늘날의 네덜란드의 우오에르덴(Woerden)에서 엘라가발루스에게 바쳐진 제단의 명문(銘文)이 발견되었다. 엘라가발루스가 널리 알려지게 된 계기는 3세기의 로마 황제 마르쿠스 아우렐리우스 안토니누스 아우구스투스(재위 218~222) 때문이다. 그는 원래 자신의 고향인 에메사의 엘라가발루스 컬트 종교의 사제였다가 로마 제국의 황제가 되었는데, 로마 황제가 된 후 엘라가발루스 컬트 종교를 로마로 도입하여 엘레가발루스를 로마 판테온의 주신으로 만들려고 했다. 그는 엘라가발루스의 이름을 "무적의 태양신"이라는 뜻의 데우스 솔 인빅투스(Deus Sol Invictus)로 바꾸고 이 신을 유피테르 위에 두었다. 또한 그는 이 신의 신전으로 엘라가발리움(Elagabalium)을 세웠다. 이러한 종교적 이력 때문에 그의 사후 그는 자신의 본명보다는 자신이 숭배한 신과 동일한 이름의 엘라가발루스로 더 알려지게 되었다. 엘라가발루스 컬트 종교가 로마 황제 엘라가발루스로 인해 로마 제국에서 더 널리 알려지게 되었지만, 우오에르덴의 명문(銘文)은 엘라가발루스 컬트 종교가 로마 황제 엘라가발루스 이전에 이미 로마 제국 전역에 널리 퍼졌다는 것을 보여준다.

## 같이 보기
- 검은 돌
- 홈스